# Gerhard Klußmeier
Gerhard Klußmeier (* 14. Mai 1939 in Hamburg) ist ein Journalist und Buchautor, dessen besondere Schwerpunkte die Geschichte des Jazz und Karl May darstellen.

## Wirken
Klußmeier hat mehrere Bücher verfasst, darunter Monografien über Prinz Eisenherz (Wien 1987) und verschiedene Musiker wie  Benny Goodman (Frankfurt 1989). Er hat auch als Herausgeber die Jazz-Dokumentationen Swinging Hamburg (Deutscher Schallplattenpreis 2005), die 100-CD-Edition Jazz in the Charts (2006), eine Dokumentation über den Anglo-German Swing Club sowie diverse Werke über Karl May herausgegeben. Zudem hat er eine Ausstellung über Groschenromane der Nachkriegszeit verantwortet. Er war Erster Vorsitzender von Swinging Hamburg e. V.
Klußmeier ist Verfasser von monographischen Schriften über Karl May sowie Beiträgen für das Jahrbuch der Karl-May-Gesellschaft. 1988/89 besorgte er den Reprint der frühesten Druckfassung von Karl Mays Waldröschen. Als Gemeinschaftswerk mit Hainer Plaul entstanden Der große Karl May Bildband (mehrere Auflagen seit 1978), die Illustrierte Karl May Bibliographie (Plaul unter Mitwirkung von Klußmeier, 1988) und 2007 im Karl-May-Verlag Karl May und seine Zeit. Bilder, Dokumente, Texte. Eine Bildbiografie.

## Schriften (Auswahl)
- Arno Schmidt & Karl May – Eine notwendige Klarstellung, Hamburg 1973. ISBN 3-920421-21-3
- Die Akte Karl May. Die Karl-May-Akte der politischen Polizei im Staatsarchiv Hamburg, KMG-Presse, Ubstadt 1979. ISBN 3-921983-05-3
- Alles über Prinz Eisenherz. Sage – Geschichte – Comic-Roman, Verlag Pollischansky, Wien 1987. ISBN 3-85407-037-3
- Swinging Hamburg. 60 Jahre Musik und Kulturgeschichte, Membran Hamburg 2004, ISBN 3-86562-131-7
- Karl May und seine Zeit. Bilder, Dokumente, Texte. Eine Bildbiografie, Karl-May-Verlag, Bamberg/Radebeul ISBN 978-3-7802-0181-2
- Kerstin Beck/Gerhard Klußmeier „Sitz im Hotel ich weltverloren...!“: Karl Mays Reise 1898 nach Gartow, Kapern, Lenzen, Lanz und Schnackenburg – mit Aufenthalt in Lüchow, Salzwedel, Höhbeck und Dannenberg, Lumea-Verlag, Lüchow 2011. Vorwort: Johannes Zeilinger. ISBN 978-3-942400-02-2
- Vom Wirtschaftswunder-Erfolg über die DDR ins Nichts: OK-Kaugummi aus Pinneberg, Herne 2012. ISBN 978-3933337-93-1
- Dieb – Einbrecher – Hochstapler – Lügner – Betrüger – Fälscher Das wahre Gesicht des Konrad Kujau, Rosengarten 2013. ISBN 978-3-00-043916-2
- Ladi – Weltstar aus Hamburg, Ladi Geisler in Selbstdarstellungen, Bildern und Dokumenten. Vorwort: Doris Kaempfert. Hamburg 2014. ISBN 978-3-8495-9958-4
- Die Ehrenhalle der Nationalsozialisten in Buchholz, Dokumente und Bilder zur Geschichte eines Grundstücks von 1934 bis 1958. Heidenau 2016. ISBN 978-3-86707-840-5
- Carin II. und Prinz Albert von Sachsen Coburg. Prince Charles und Theresia. Abenteuerliche Jahrzehnte im Leben einer Luxusjacht, Gabriele Schäfer Verlag, Herne 2020. ISBN 978-3-944487-78-6
- Was ist damit nur gemeint? "Geheimnisse" und Geschichten zu populären Musiktiteln aus dem Jazz- und Unterhaltungsbereich, Gabriele Schäfer Verlag, Herne 2022. ISBN 978-3-944487-90-8
- Die "Jazztone Society"-Story: Ein Schallplatten-Label mit Kult-Status, Gabriele Schäfer Verlag, Herne 2022. ISBN 978-3-944487-95-3
- Ein großer Unbekannter. Schallplatten-Designer Rolf Tostmann. Meister eines verlorenen Kulturguts. Gabriele Schäfer Verlag, Herne 2023. ISBN 978-3-910594-08-1
- Jazz ist Klassik. Ein Pläoyer für die ausgereiften Jazzstile von Joe ,King' Oliver bis Art Blakey, Gabriele Schäfer Verlag, Herne 2023. ISBN 978-3-910594-12-8
- Kaufhaus-Jazz, Jack Lemmon, das englische Königshaus, Louis Armstrong und Winnetou. Gabriele Schäfer Verlag Herne 2024. ISBN 978-3-910594-14-2
- Eine verhängnisvolle Begegnung. Der Reporter und Lebensretter Gerd Heidemann mit dem Einbrecher und Betrüger Konrad Kujau. Die Karriere eines Berufsverbrechers. Gabriele Schäfer Verlag Herne 2025. ISBN 978-3-910594-29-6
- „Auf schlankem Halse sitzt ein höchst interessanter Kopf“. Varieté zur Kaiserzeit, Das Hansa-Theater Hamburg im Spiegel der Presse. Gabriele Schäfer Verlag Herne 2025. ISBN 978-3-910594-27-2
- „Mein geliebter Mann – ein Auftragskiller. Ein Familienschicksal im heißen ‚Kalten Krieg’ oder ‚Der Fall Staschynskij – die Private Seite’.“ Gabriele Schäfer Verlag Herne 2025. ISBN 978-3-910594-34-0